# Eupithecia albicarnea
Eupithecia albicarnea är en fjärilsart som beskrevs av W. Warren 1907. Eupithecia albicarnea ingår i släktet Eupithecia och familjen mätare. Inga underarter finns listade i Catalogue of Life.